# Open Season
Open Season (conocida como Open Season: Amigos salvajes en Hispanoamérica y Colegas en el bosque en España) es una película de animación estadounidense producida por Sony Pictures Animation y dirigida por Roger Allers, Jill Culton y Anthony Stacchi. Fue estrenada en cines el 29 de septiembre del año 2006 en los Estados Unidos por Columbia Pictures. La historia se centra en Boog, un oso grizzly doméstico que termina varado en mitad del bosque junto al ciervo marginado, Elliot, quien le promete guiarlo a casa. Fue el primer largometraje de Sony Pictures Animation. También ha sido lanzado en el formato IMAX 3D. Un videojuego de la película salió en múltiples plataformas. Tuvo tres secuelas, Open Season 2 (2008), Open Season 3 (2010) y Open Season: Scared Silly (2015).
El tema musical de la versión japonesa se llama "Tookage" de Chemistry.

## Argumento
Boog es un Oso gris domesticado que vive tranquilamente en una cabaña cerca del pueblo Timberline. Boog disfruta la vida como mascota de un circo y no tiene idea de lo que es la vida salvaje. Él presenta espectáculos en el circo de Timberline montado en monociclo mientras hace malabares, junto con su dueña Beth. Una vez cuando el espectáculo termina, Beth descubre que Shaw, el cazador más malvado y temeroso de toda la historia, ha atropellado a un ciervo mulo llamado Elliot y lo ató al capó de su camioneta por lo que lo confronta. Boog, quien se había quedado esperando a Beth en su camioneta, observa al ciervo y lo toca con una rama, y el ciervo despierta, aterrado, revelando que aún sigue vivo. El ciervo se llama Elliot, y había perdido uno de sus cuernos. Elliot convence a Boog de liberarlo de la camioneta, provocando que Shaw se enoje. 
En la noche, justo cuando Boog se iba a dormir, aparece Elliot, quien lo había seguido hasta su casa y descubre que es una mascota. Elliot convence a Boog de salir a explorar la vida salvaje, y ambos llegan a un pequeño supermercado de Timberline, donde comienzan a hacer muchas travesuras hasta casi destruirlo por completo. El alguacil de Timberline llega al lugar y captura a Boog, enfermo por haber comido demasiada azúcar, mientras Elliot había logrado escapar. El alguacil lleva a Boog ante Beth, muy molesta con él por lo que hizo. Mientras tanto el alguacil de Timberline discute con Beth sobre los peligros de tener a un oso amenazador como una mascota, y Beth, entristecida, se pregunta que puede hacer con él.
Al día siguiente Shaw persigue a Elliot en su camioneta a lo largo de Timberline, y éste se esconde en el circo donde Boog presenta sus espectáculos. Boog, enojado con Elliot por haberlo metido en problemas, intenta deshacerse de él pero hace que todos los espectadores crean horriblemente que Boog estaba intentando asesinarlo, por lo que huyen del terror. Shaw aparece y casi le dispara en la cabeza a Elliot y a Boog, pero el alguacil de Timberline lo detiene. Shaw estaba a punto de ser arrestado, pero había logrado escapar aprovechando la distracción. En cuanto a Boog y Elliot, son dormidos con dardos tranquilizantes lanzados por Beth. El alguacil le dice a Beth que Boog es una amenaza para Timberline, por lo que ella debe abandonarlo en el bosque junto con Elliot, y con su helicóptero los lleva hasta por encima de una cascada, donde estará a salvo de Shaw y los cazadores.
Al día siguiente, Boog despierta atemorizado en el bosque y planea regresar a su hogar en Timberline junto con Elliot, cuando éste le afirma que conoce el camino. A lo largo de su camino, se encuentran con varios animales que se comportan hostiles ante ellos, entre ellos un ejército de ardillas liderados por McSquizzy, quienes se burlan de Boog y le lanzan muchas bellotas, una manada de ciervos liderados por Ian, quien había expulsado a Elliot al considerarlo un perdedor patético y lo golpea con sus cuernos, y dos mofetas que no paran de discutir y les lanzan el olor fétido característico de estos animales. También se encuentran con dos patos traumatizados por la temporada de caza anterior, varios conejos, castores construyendo una presa, y un puercoespín que busca un amigo. Boog y Elliot se dan cuenta de que al tener problemas, ambos tienen mucho en común, y Boog considera la posibilidad de permitirle a Elliot quedarse con él una vez regresen. Mientras todo eso pasa, Shaw va tras ellos, ya sabiendo que están aliados para luchar contra él, y va al mismo tiempo una pareja de viejos científicos va al bosque junto con su perro salchicha llamado Mr. Weenie o Señor salchicha, afirmando que planean capturar a Piegrande; también son gentes de Timberline.
Al día siguiente, Elliot y Boog continúan el camino a Timberline, pero se encuentran con los mismos animales que encontraron anteriormente, por lo que Boog se da cuenta de que Elliot le había mentido y en realidad no conoce el camino a Timberline. En ese momento aparece Shaw y casi les dispara, mientras todos los animales se esconden aterrados, Boog camina accidentalmente por la presa construida por un grupo de castores y al ser tan pesado, la destruye, provocando que el río regrese con una fuerte corriente. Shaw aparece en el momento y navega con su camioneta en el río con el objetivo de matar a Boog y a Elliot, y a pesar de las dificultades, consiguen esquivar sus balas. La fuerte corriente del río lleva a todos los animales hacia el territorio de cacería, por lo que se molestan con Boog; cuando Elliot sale en su defensa, éste lo culpa por haberle mentido sobre conocer el camino de regreso a Timberline, y termina su amistad con él. Boog se aleja para regresar solo a Timberline sin importarle que Elliot y los otros animales sean abatidos por los cazadores
Boog llega a una cabaña de madera, en primera instancia muy feliz porque sintió que volvió a sus viejas costumbres, yendo al baño a hacer sus necesitades, ponerse cómodo y comer sus barras de chocolate preferidas, pero inadvertidamente al prender la luz, se horroriza al ver todos los animales que han cazado a lo largo de los años, revelándose que esa era el lugar de residencia del cazador. Shaw llega y Boog descubre sus malvadas intenciones de cazar a todos los animales, e intenta matar a Boog, pero éste por muy poco logra escapar y llega hasta una carretera, logrando observar a los cazadores en el camino, y  descubre que está sólo a 5 millas de Timberline, pero en vez de regresar a su pueblo natal, se dispone a ayudar a Elliot y salvarlo de los cazadores. En la noche, Boog se encuentra y se reconcilia con Elliot, y planea llevarlo al garaje de su cabaña afirmando que es un lugar seguro, y los otros animales escuchan y planean ir también; sin embargo, observan que hay docenas de cazadores acampando en el camino por lo que cruzar por allí será muy peligroso y que no habrá manera de ir a su cabaña. Mientras los animales temen lo peor de su destino, Boog decide pelear contra los cazadores y motiva a los otros animales a hacerlo también, así que arma un plan para ahuyentar a Shaw y los cazadores y hacer que no quieran regresar al bosque nunca jamás.
Mientras se preparan para pelear, roban todas las cosas de la pareja de los científicos, mientras éstos estaban afuera, que les serán útiles en la pelea, y Mr. Weenie se va con ellos y los ayuda en su plan. Al día siguiente los animales libran una gran batalla y revolución contra los cazadores y los logran atacar y asustar a distancia con distintas técnicas, ideadas por Boog. Beth logra enterarse de lo que está pasando y va a buscar a Boog con su helicóptero. Al final, McSquizzy logra hacer explotar las camionetas de los cazadores lanzando un motor de combustión a ellas y luego incinerándolas todas, con excepción de la de Shaw. Todos huyen aterrados del bosque y los animales celebran su victoria, pero de manera muy abrupta aparece Shaw y le apunta a Boog con su revólver, y aunque logran quitárselo provisoriamente, se genera así un largo altercado entre Shaw y Boog (primero arrojándole objetos y luego intentando atacarlo con una espada). Elliot le lanza a Boog un cricket y logra sacárselo de encima, sin embargo Shaw recoge su pistola e intenta dispararle a Boog, pero Elliot se lanza para golpear el revólver y desviar el proyectil, ocasionando que Elliot se golpee contra el suelo y pierda la conciencia. Boog creyendo que Elliot está muerto, muy enojado, ataca a Shaw y lo deja fuera de combate atándole las extremidades con su arma. Después va con Elliot, bastante triste pensando que murió, pero afortunadamente sobrevivió al impacto, y lo recibió en su otro cuerno, por lo que se cae. Todos los demás animales felicitan a Boog por su hazaña y luego atacan a Shaw, y lo cubren con hojas secas, miel y ramas. En ese momento llega Beth con su helicóptero y está dispuesta a llevarlo de vuelta a su casa con ella, pero Boog decidió quedarse en el bosque un tiempo más con los demás animales, por lo que Beth le permite quedarse y se enorgullece con él por haber hecho amigos. Ahora Boog vive feliz en el bosque y mantiene buenas relaciones con los demás animales del bosque junto con Elliot.
Finalmente, Shaw, cubierto de hojas secas por los animales que lo habían atacado, es atropellado por los científicos (dueños del Mr Weenie o Sr. Salchicha), quienes lo confunden con Piegrande y lo atan en su casa-rodante como trofeo, cosa que a él no le gusta y es similar a lo que él había hecho con Elliot al inicio de la película. Incapaz de escapar, Shaw grita. La cámara se acerca a su boca y aparecen el resto de créditos.
Como dato curioso el día del estreno también fue el día del Accidente del Vuelo 1907 de Gol Transportes Aéreos en Brasil en donde murieron 154 personas.

## Doblaje hispanoamericano
- Boog: Reyli
- Elliot: Jaime Camil
- Shaw: Carlos Segundo
- Beth: Fanny Lu
- Guido: Felipe Alejandro
- Giselle: Karen Juantorena
- Ian: Alejandro Vargas Lugo
- Erizo: Yamil Atala
- Pancho Salchicha: Ernesto Lezama
- Zorillo Maria: Alejandra de la Rosa
- Zorillo Rosie: Mónica Villaseñor
- Gordie: Ernesto Casillas
- Mujer: Lourdes Morán
- Cazador #1: Raúl Anaya
- Cazador #2: Luis Alfonso Padilla
- Serge: Jean-Pierre Leleu
- Dirección: Yamil Atala

- Denisse Aragón - Condigion

## Doblaje español
- Boog: Alexis Valdés
- Elliot: Pepe Viyuela
- Beth: Alba Sola
- Gordy: Joaquín Díaz Muntané
- Deni: Pablo Gómez
- Reilly: Rafael Calvo
- Ian: Jordi Boixaderas
- Serge: Alberto Mieza
- Cazador: Juan Antonio Soler
- Shaw: Domenech Farell
- McSquizzy: Jaume Comas
- Giselle: Jöel Mulachs
- Sr. Salchicha: Xavier Fernández
- Voz Adicional: Salvador Moreno
- Dirección: Rafael Calvo

- Ana Esther Alborg - Nuestra Líder Te Espera

## Recepción
La película tuvo una recepción regular. Rotten Tomatoes le da a la película un 47% con el consenso: "Open Season es una trillada paleta de chistes agotados y traviesos animales generados por computación que han sido vistos muchas veces en este año cinematográfico."